# Бадберген
Бадберген (нім. Badbergen) — громада в Німеччині, розташована в землі Нижня Саксонія. Входить до складу району Оснабрюк. Складова частина об'єднання громад Артланд.
Площа — 79,11 км2. Населення становить 4646 ос. (станом на 31 грудня 2021).